# Paris-Roubaix 1956
Paris-Roubaix 1956 a fost a 54-a ediție a Paris-Roubaix, o cursă clasică de ciclism de o zi din Franța. Evenimentul a avut loc pe 8 aprilie 1956 și s-a desfășurat pe o distanță de 252 de kilometri de la Paris până la velodromul din Roubaix. Câștigătorul a fost Louison Bobet din Franța.

## Rezultate
| Loc | Ciclist                   | Timp       |
| --- | ------------------------- | ---------- |
| 1   | Louison Bobet (FRA)       | 6h 01' 26" |
| 2   | Alfred De Bruyne (BEL)    | +0' 00"    |
| 3   | Jean Forestier (FRA)      | +0' 00"    |
| 4   | Rik Van Steenbergen (BEL) | +0' 00"    |
| 5   | Bernard Gauthier (FRA)    | +0' 00"    |
| 6   | Nello Lauredi (FRA)       | +0' 00"    |
| 7   | Germain Derijcke (BEL)    | +0' 53"    |
| 8   | André Vlaeyen (BEL)       | +0' 53"    |
| 9   | Jean Robic (FRA)          | +0' 53"    |
| 10  | Gilbert Bauvin (FRA)      | +0' 53"    |